# 布拉索斯河
布拉索斯河（英語：Brazos River，i/ˈbræzəs/ BRAZ-əs, 西班牙語：[ˈbɾasos]）是美國長度第11長的河流。若以新墨西哥州羅斯福縣的Blackwater Draw作為源頭計算的話，全長2060公里。最終在德克薩斯州南部注入墨西哥灣。流域面積116,000平方公里。